# Fenetyllin

Strukturformel för fenetyllin.

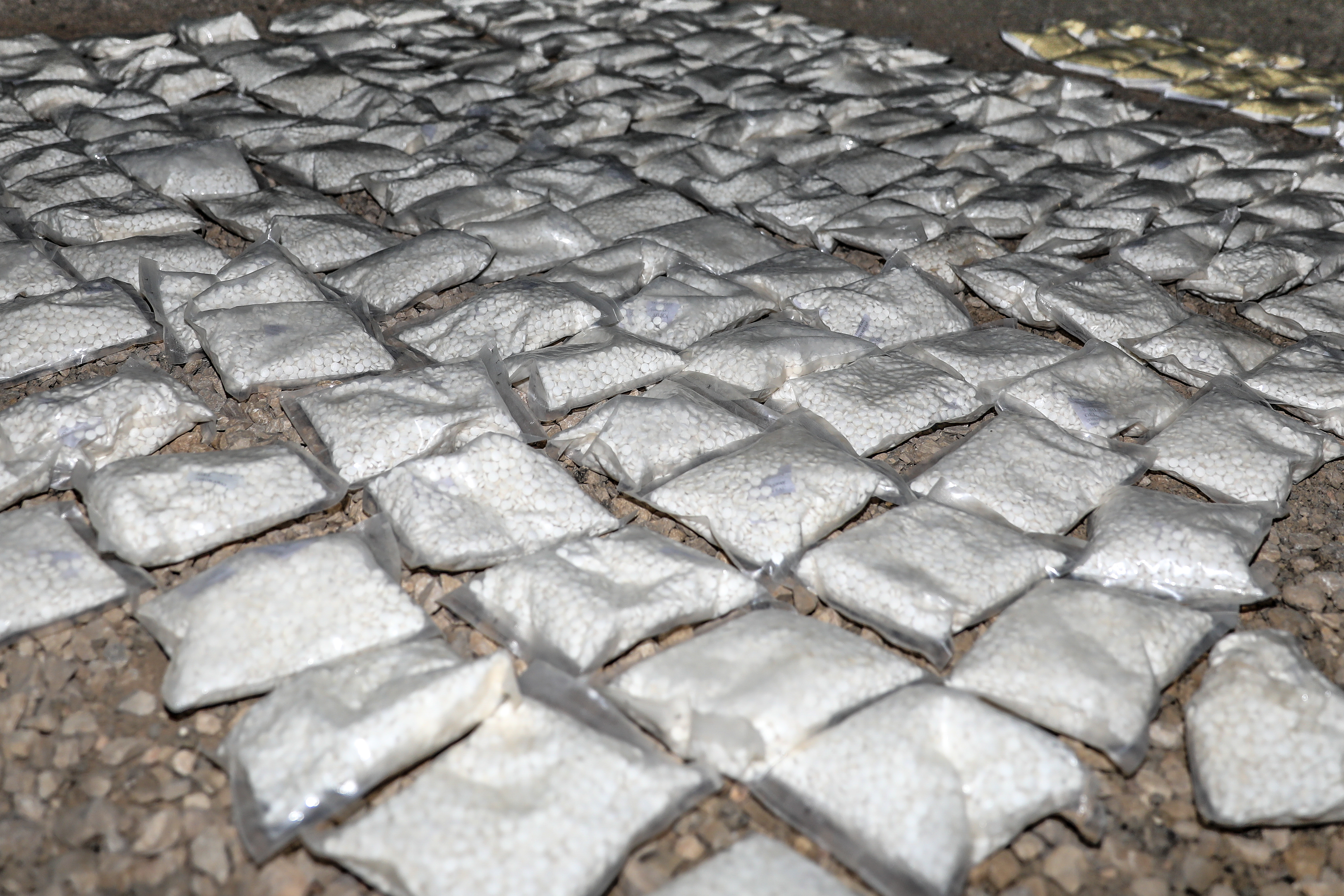
127 påsar med captagonpiller beslagtagna från IS 2018.

Fenetyllin, med varumärkesnamnen Captagon, Biocapton och Fitton, är ett centralstimulerande läkemedel för att behandla depression, ADHD och narkolepsi. 
Preparatet är en sammanslagning av amfetamin och teofyllin.
Fenetyllin är narkotikaklassat och används inte som läkemedel i Sverige eller övriga EU. Det förekommer däremot på den illegala marknaden i olika länder i Mellanöstern. 
I juni 2020 beslagtog den italienska tullen 14 ton tabletter captagon. Drogen har kopplats samman med terrorgruppen IS, men experter på IS har ifrågasatt både att IS finansieras av eller använder captagon.
Efter revolutionen i Syrien har dock stora mängder kunnat påvisas.  
Drogen klassas som narkotika och ingår i förteckning P II i 1971 års psykotropkonvention, samt i förteckning II i Sverige.